# 아크맛 타워
아크맛 타워(러시아어: Ахмáт Тáуэр)는 러시아 그로즈니에 보류중인 마천루이다. 당초 4년의 공사를 마치고 2020년 완공 예정이었지만 공사가 중단되어 완공년도를 알 수 없다.

## 같이 보기
- 머큐리 시티 타워
- 임페리아 타워
- 모스크바 국제 비즈니스 센터
- 러시아의 마천루 목록
- 유럽의 마천루 목록
- 100층 이상의 마천루 목록